# Jordi Cruz i Serra
Jordi Cruz i Serra (Terrassa, Vallès Occidental, 1967) és un meteoròleg, professor universitari i escriptor català.
Llicenciat en Ciències Físiques el 1990 per la Universitat de Barcelona, exerceix com a meteoròleg adscrit al Servei Meteorològic de Catalunya. Començà la seva trajectòria com a presentador del temps a Antena 3 TV, i ha col·laborat amb nombrosos mitjans de comunicació. Ha estat professor de Canvi climàtic i Modelització Climàtica a la Universitat de Barcelona i professor de Meteorologia a l'Escola de Pilots Aerolink de l'Aeroport de Sabadell. En la seva faceta d'escriptor, és l'autor de 3 nits de torb i 1 Cap d’Any: crònica d’una tragèdia al Pirineu, basat en la tempesta que el cap d'any del 2001, que va costar la vida a set muntanyencs al Balandrau, al Pirineu català. L’obra va guanyar el Premi Jacint Verdaguer al millor llibre de l’any en la Fira del Llibre de Muntanya de Vic. L'any 2020 es va publicar en castellà amb el títol de Viento Salvaje. El 2023 va publicar el seu segon llibre, 96 hores de juliol i 1 infern: Atrapats a l'incendi d'Horta de Sant Joan.